# Claudine de Brosse

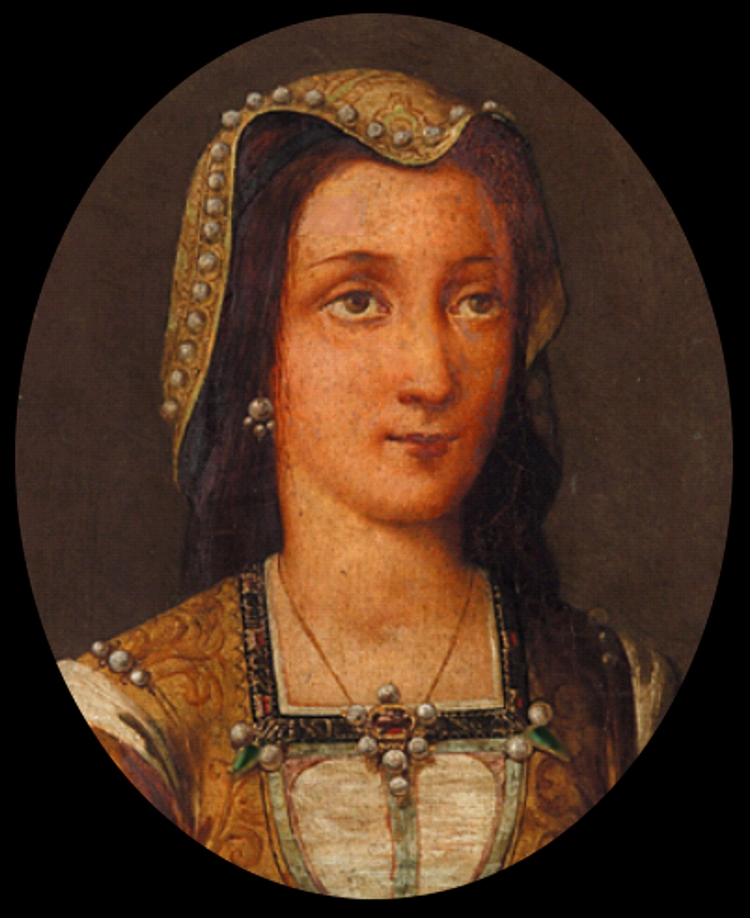
Claudine de Brosse

Claudine de Brosse, född 1450, död 1513, var en hertiginna av Savojen; gift med hertig Filip II av Savojen.
Bröllopet ägde rum 1485. Hennes make blev monark 1496. Hon blev änka 1497. Som änka drog hon sig tillbaka till slottet Billiat, efter att ha erhållit nyttjanderätt av detta herrskap med de av Poncin, Cerdon, Saint-Sorlin-en-Bugey, Lagnieu, Virieu-le-Grand, Rossillon, Saint-Germain-les-Paroisses, Ambérieu-en-Bugey och Loyettes.